# VA Wölfl
VA Wölfl (* 19. Dezember 1943 in Rouen; eigentlich: Volkhart Armin) ist ein Aktions- und Videokünstler, Maler, BB Fotograf und Choreograf.

## Werdegang
Wölfl studierte von 1961 bis 1966 an der Sommerakademie in Salzburg bei Oskar Kokoschka Malerei, anschließend von 1966 bis 1969 an der Folkwang Hochschule in Essen bei Otto Steinert und Willy Fleckhaus Fotografie.
Er ging nach New York, wo er für einige Jahre als Modefotograf arbeitete, seither ist er als freier Künstler tätig. Mitte der 1980er Jahre gründete er gemeinsam mit Wanda Golonka die freie Tanzgruppe Neuer Tanz, die im Schloss Benrath in Düsseldorf zuhause ist. 2008 wurde er für den Deutschen Theaterpreis DER FAUST in der Kategorie Beste Choreographie nominiert.
2007 wurde er in die Akademie der Künste, Sektion Darstellende Kunst, aufgenommen.

## Auszeichnungen
- 1982: World-Wide-Video-Award (Den Haag)
- 1995: Deutscher Produzentenpreis für Choreografie
- 2006: Kritikerpreis